# ترین هامفری
ترین هامفری (به انگلیسی: Terin Humphrey) ژیمناست زادهٔ ۱۴ اوت ۱۹۸۶ میلادی اهل کشور ایالات متحده آمریکا است.